# استان ادلب
إدلب (به عربی:  محافظة إدلب )، نام استانی در کشور جمهوری عربی سوریه است.
این استان در حدود شمالی مرز سوریه و ترکیه واقع شده‌است.
مساحت این استان در حدود ۶۱۰۰ کیلومتر مربع می‌باشد.

استان ادلب از سال ۲۰۱۷ به صورت نیمه‌خودمختار توسط هیئت تحریر الشام اداره می‌شد؛ منابع مالی این بخش از سوریه با توسعه بخش خصوصی و جذب سرمایه‌گذاری در بخش خصوصی فراهم می‌شد. 

## جنگ داخلی سوریه
استان ادلب از سال ۲۰۱۵ تا سال ۲۰۱۷ کاملاً تحت کنترل اپوزیسیون سوریه قرار داشت. دولت سوریه از سال ۲۰۱۸ مناطق این استان را یکی پس از دیگری از مخالفان پس گرفت. در ژانویه ۲۰۱۸ فرودگاه ابوظهور و مناطقی از شرق استان، به کنترل ارتش سوریه درآمد. در اوت ۲۰۱۹ خان شیخون از کنترل مخالفان خارج شد. از ژانویه ۲۰۲۰ تا مارس ۲۰۲۰، شهرهای معره نعمان، سراقب و بزرگراه استراتژیک M5 تحت کنترل ارتش سوریه درآمدند. از آن زمان تاکنون، نیمی از این استان را دولت سوریه کنترل می‌کند.در سال۲۰۲۴نیرو های مخالف مجددا ادلب را تصرف کردند

## محدوده استان إدلب
از شمال لواء اسکندرون و ترکیه، از جنوب استان حماه به طول ۱۵۸ کیلومتر، از مغرب استان لاذقیه به طول ۲۹ کیلومتر، و از سمت مشرق به استان حلب به طول ۱۵۹ کیلومتر محدود می‌گردد.

## جمعیت
جمعیت استان إدلب طبق سرشماری عمومی نفوس و مسکن اخیر در حدود ۱٬۵۰۰٬۰۰۰ نفر می‌باشد.
%97 مردم در این استان از اقوام عرب و %3 بقیه کرد و ترکمن و ارمنی زندگی می‌کنند.
%97 مردم استان ادلب سنی مذهب هستند.

## فرمانداری‌های استان إدلب
استان إدلب به پنج فرمانداری تقسیم شده‌است.
مرکز این استان شهر ادلب است.
- فرمانداری إدلب
- فرمانداری أریحا
- فرمانداری معرة النعمان
- فرمانداری جسر الشغور
- فرمانداری حارم